# Catocala piatrix
Catocala piatrix (tên tiếng Anh: Penitent Underwing) là một loài bướm đêm thuộc họ Erebidae. Loài này được tìm thấy ở khu vực miền đông của Hoa Kỳ và subspecies Catocala piatrix dionyza can be được tìm thấy ở Arizona.

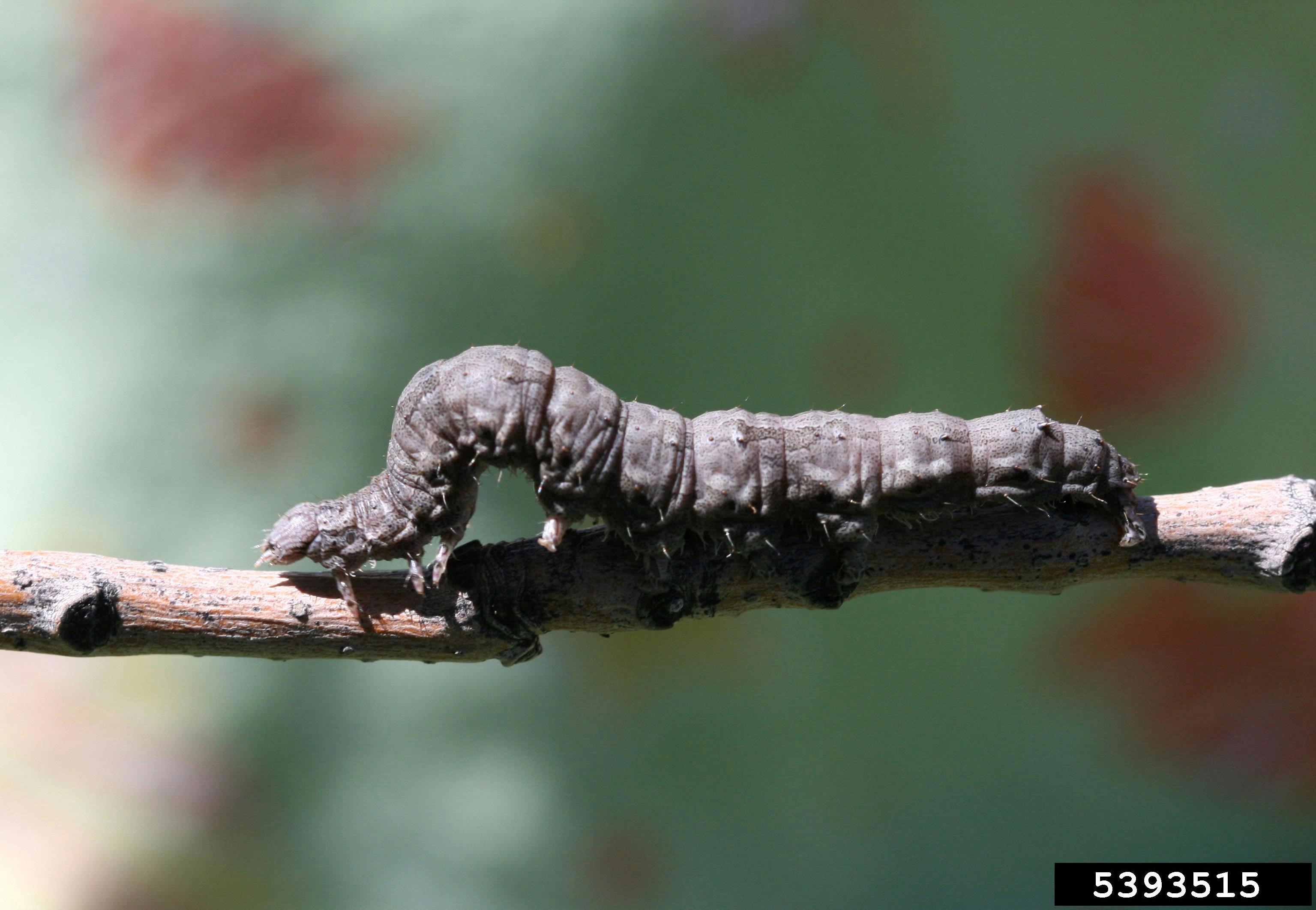
Sâu bướm

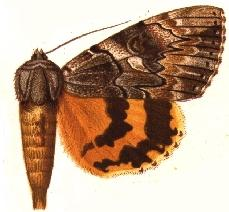
Catocala piatrix dionyzaIllustration

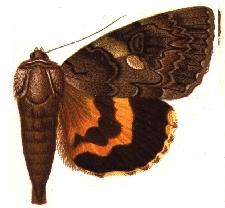
Catocala piatrix piatrixIllustration

Sải cánh dài 68–84 mm. The moths gặp ở tháng 7 đến tháng 11 tùy theo địa điểm.
Ấu trùng ăn Ash, Butternut, Hickory, Pecan, Persimmon, và Walnut trees.

## Phụ loài
- Catocala piatrix piatrix
- Catocala piatrix dionyza (Arizona)